# Galloisiana magnus
Galloisiana magnus är en insektsart som beskrevs av Joon Namkung 1986. Galloisiana magnus ingår i släktet Galloisiana och familjen Grylloblattidae. Inga underarter finns listade i Catalogue of Life.